# Hombre de Orce

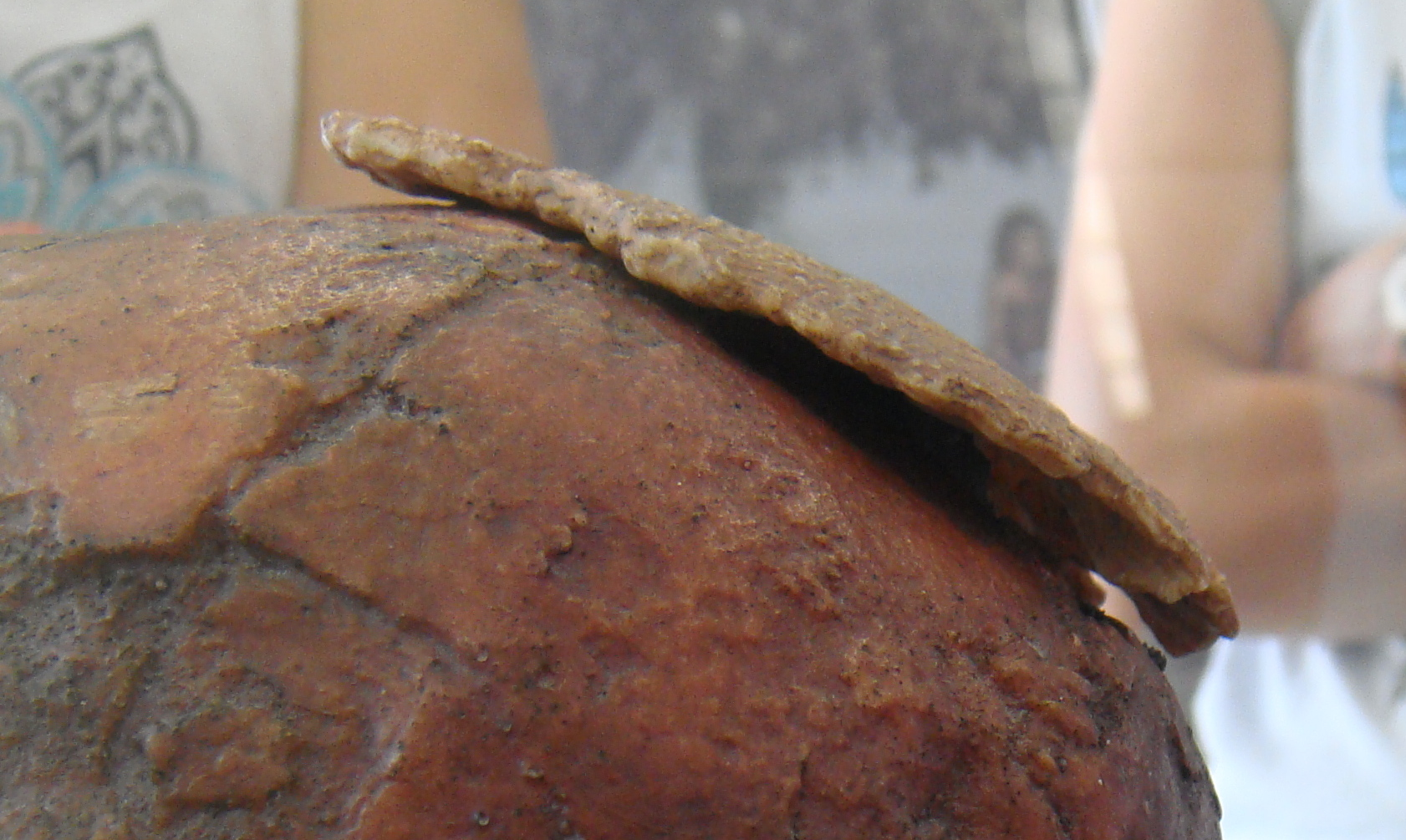
En la parte baja de la réplica se puede observar la cresta que causó la polémica.

El Hombre de Orce, con nombre de catálogo fósil VM-0, es un fósil óseo hallado en 1982 por el equipo del difunto paleoantropólogo Josep Gibert en el yacimiento de Venta Micena y publicado en 1983.  pedanía del municipio español de Orce, en la provincia de Granada en España. Además de Gibert, el equipo investigador estaba formado por Jordi Agustí y Salvador Moyà-Solà, y provenia del Instituto de Paleontología de Sabadell

## Descripción
Varios investigadores propusieron que el fósil era de origen animal en lugar de humano, creando una gran controversia. Los defensores de esta teoría se basaban en la presencia de una cresta en el fósil para afirmar que se trataba de restos de un équido y no de un humano como el profesor Gibert defendía.
Henry y Marie Antoinette de Lumley fueron los primeros en dudar del Hombre de Orce desde el Musée de l'Homme y l'Institut Paleontologie Humaine de París. Sin embargo, el hallazgo, en 2006, de un cráneo de época romana con una cresta semejante a la encontrada en el Hombre de Orce, además de los estudios químicos que demuestran la presencia de elementos exclusivamente humanos (albúmina), avalan la naturaleza humana del fósil.
Por otro lado, estos análisis inmunológicos nunca fueron considerados concluyentes, pues resultaba raro y sospechoso que un fósil tan antiguo conservara cantidades tan grandes de albúmina. Los estudios muestran que la antigüedad próxima del fósil está en torno a 0,9 y 1,6 millones de años., pero la atribución sigue en discusión. Un estudio de 2012 afirmaba que el hueso corresponde a una hembra de un rumiante.
En la zona se han encontrado piezas manipuladas por el hombre con una fecha estimada de 1,4 millones de años de antigüedad en los yacimientos de Barranco León y Fuente Nueva 3.[cita requerida]

## Congreso de 1995
El reto y la nueva perspectiva de la prehistoria europea que planteaba condujo a convocar un congreso que reunió a doscientos cincuenta científicos relacionados con el tema, entre los que se encontraban algunos de los de mayor renombre del mundo. Entre otros, en el Congreso participó el paleontólogo Phillip Tobias.
Las conclusiones y ponencias del congreso fueron publicadas en 1999.